# Фурнье, Жан Альфред
Жан Альфре́д Фурнье́ (фр. Jean-Alfred Fournier; 12 марта 1832, Париж — 23 декабря 1914, Париж) — французский дерматолог, венеролог. Один из основоположников современной научной венерологии. Специализировался на изучении венерических заболеваний, в частности, сифилиса. Совместно с Ф. Рикором доказал, что твёрдый шанкр (проявление сифилиса) и мягкий шанкр — различные венерические заболевания.

## Биография
Ж. А. Фурнье родился 12 марта 1832 года в Париже.
В 1852 году окончил Парижский университет, после чего с 1854 года работал в качестве интерна в Hôpital du Midi под руководством Ф. Рикора. В 1860 году защищает докторскую диссертацию, в которой исследовал  сифилитическую инфекцию и контагиозность твёрдого шанкра. С 1863 года Ж. А. Фурнье работает в медицинском госпитале и занимается педагогической деятельностью. В том же году Фурнье становится профессором медицинского факультета Парижского университета. С 1867 по 1876 годы Ж. А. Фурнье заведует женским венерологическим отделением в Парижском госпитале.
В 1869 году Фурнье впервые стал читать отдельный специальный курс сифилидологии, а в 1876 году создал отдельную кафедру Кожных и сифилитических болезней. Хотя Фурнье занимался в основном сифилисом, он был сторонником совместного преподавания кожных болезней и сифилиса и противился созданию отдельной кафедры сифилидологии, которую в 1881 году было предложено открыть на базе Hôpital du Midi. В 1880 году Ж. А. Фурнье возглавил самостоятельную клинику кожных и венерических болезней. В том же году становится членом Парижской медицинской академии.
С 1876 по 1902 годы Ж. А. Фурнье возглавляет Больницу им. Св. Людовика. В 1901 году  основал Французское общество санитарной и моральной профилактики.  В 1902 году Ж. А. Фурнье уходит в отставку и до самой смерти занимается частной практикой, читает лекции, занимается общественной деятельностью в сфере борьбы с венерическими болезнями, публикует многотомное руководство по сифилидологии «Руководство к патологии и терапии сифилиса», в котором обобщает свой огромный клинический и научный опыт.
23 декабря 1914 года Ж. А. Фурнье скончался.

## Научная деятельность
Ж.А. Фурнье описал заболевания, названные его именем:
- Гангрена Фурнье — молниеносная спонтанная гангрена мошонки (острый фасциит), чаще всего развивающийся после инфицирования травмированных тканей мошонки и промежности. Как правило, возбудителем гангрены Фурнье является комбинация нескольких микроорганизмов: стафилококковые, стрептококковые бактерии, энтеробактерии, анаэробные бактерии и грибы. Заболевание быстро прогрессирует, вызывая некроз тканей кожи, подкожной клетчатки и мышечной стенки.
- Симптом Робертсона - Фурнье — признак раннего врожденного сифилиса: радиарные рубцы вокруг углов рта после заживления глубоких трещин[1].
- Голень Фурнье — признак позднего врожденного сифилиса: значительное искривление передней поверхности большеберцовой кости, обращенное выпуклостью вперед (саблевидная голень)[1].

На основании изучения большого клинического материала, собранного за многие годы, Ж.А. Фурнье одним из первых начал рассматривал сифилис как общее заболевание всего организма и отмечал, что наряду с поражением кожи и видимых слизистых в патологический процесс вовлекаются кости, суставы, висцеральные органы и нервная система. Кроме того, А. Фурнье описал вторичный злокачественный сифилис, рецидивную розеолу, третичную розеолу (розеола Фурнье), гумму мягкого нёба и глотки, третичный фагеденизм, третичный сифилис анального отверстия и прямой кишки, третичный глоссит, а также один из главных дифференциально-диагностических признаков вторичного периода сифилиса — элементы сыпи на коже имеют резкие границы.
В работе «Изучение шанкра» (1897) совместно со своим учителем Ф. Рикором  доказал, что твёрдый шанкр (проявление сифилиса) и мягкий шанкр — различные венерические заболевания.
Ж.А. Фурнье ввел понятие «парасифилис» (спинная сухотка и прогрессивный паралич) и был первым, кто указал на связь этих болезней и сифилиса.
Помимо основной научной работы, Ж.А. Фурнье занимался историей медицины, переиздавая труды Д. Фракасторо, Джованни де Виго и других.

## Картины, карикатуры на Ж. Фурнье
В 1908 г. появилась карикатура на Ж. Фурнье, на которой он проводит осмотр Купидона.
Доктор Фурнье был увековечен на одной из картин легенды мировой живописи XIX века французского живописца, ярчайшего представителя постимпрессионизма Анри Тулуз-Лотрека (Henri Toulouse-Lautrec) под названием «Экзамен на факультете медицины» (1901 г.) («Examen en la Facultad de Medicina»).

## Публикации на русском языке
- Фурнье Ж.-А. Сифилис мозга. — СПб., 1881.
- Фурнье Ж.-А. Сифилис и брак. — Тверь, 1882.
- Фурнье Ж.-А. Учение о сифилисе. — М., 1899.
- Фурнье Ж.-А. Уклонение в развитии при наследственном сифилисе. — СПб., 1899.
- Фурнье Ж.-А. Руководство к патологии и терапии сифилиса. Пер. П. И. Лурье-Гиберман. — СПб., 1903.
- Фурнье Ж.-А. Поздний вторичный сифилис. — СПб., 1908.